# 内瓦提姆空军基地
内瓦蒂姆空军基地（希伯來語：‎），是以色列南部的一处空军基地，位于贝尔谢巴西南的内瓦迪姆附近。以色列空军的F-35閃電II戰鬥機中队部署在这里，此前运行的F-16均已取消。
2024年4月13日，在2024年伊朗對以色列的打擊中，彈道飛彈擊中了該基地，對基地造成了損壞。